# CAC Mid 60
O CAC Mid 60 (anteriormente CAC Mid 100) é um índice do mercado de ações usado pela Bolsa de Paris. É um índice de média capitalização (mid-cap) que representa as 60 maiores ações francesas depois do CAC 40 e do CAC Next 20. O índice foi inaugurado em 2005, com o número de constituintes do índice sendo reduzido de 100 para 60 em março de 2011.

## Índice de composição

### Composição original
A composição do índice CAC Mid 100 em sua criação, em 2005.
- Alain Afflelou
- April Group
- Areva CI
- Alstom
- Alten
- Altran Technologies
- Assystem Brime
- Bacou-Dalloz
- Bains de Mer de Monaco (Société des)
- Bénéteau
- Société Bic
- Boiron
- Bonduelle
- Bongrain
- Boursorama
- Bull
- Camaieu
- Canal+
- Carbone Lorraine
- Cegedim
- CFF recycling
- Chargeurs
- Ciments Français
- Clarins
- Club Méditerranée
- Compagnie des Alpes
- Elior
- Euler Hermes
- Euro Disney SCA
- Eurotunnel
- Faurecia
- FIMALAC
- Finifo
- Foncia Groupe
- Gemplus International
- Générale de Santé
- Géodis
- Géophysique
- Gifi
- GL Trade
- Groupe Bourbon
- Groupe Partouche
- Guyenne et Gascogne
- Hyparlo
- Iliad
- Ingenico
- Ipsos
- JCDecaux
- Kaufman & Broad
- Klépierre
- LDC
- Lisi
- Locindus
- Manitou BF
- Manutan International
- Medidep
- Norbert Dentressangle
- Nexans
- NRJ Group
- Oberthur Card Systeme
- ORPEA
- Pierre & Vacances
- Plastic Omnium
- Rallye
- Rémy Cointreau
- Rhodia
- Rodriguez Group
- Rubis
- Scor
- SEB
- Séché Environnement
- Sopra Group
- Spir Communication
- Steria
- Sucrerie de Pithiviers-le-Vieil
- Teleperformance
- Toupargel-Agrigel
- Trader Classified Media
- Trigano
- Ubisoft
- UFF
- Unilog
- Vallourec
- Viel et Compagnie
- Vilmorin Clause & Compagnie
- Zodiac Group